# Грачаница (монастырь)
Монастырь Грачаница (серб. Манастир Грачаница, алб. Manastiri i Graçanicës) — сербский православный монастырь, находящийся в сербском анклаве Грачаница в автономной области Косово и Метохия (согласно позиции Сербии), близ города Приштина. Посвящён Успению Пресвятой Богородицы. 13 июля 2006 года включён в список объектов Всемирного наследия ЮНЕСКО. Помимо этого монастырь включен в Список объектов Всемирного наследия, находящихся под угрозой уничтожения.
Главным зданием монастыря является крестово-купольный пятиглавый Успенский собор, построенный в 1315—1321 годах.

## История
Монастырь был основан королём Стефаном Милутином в 1315 году на руинах церкви XIII века, которая, в свою очередь, была построена на фундаменте раннехристианской трёхнефной базилики VI века. Притвор и церковная башня были построены несколько десятилетий спустя, в том числе в целях защиты фресок на западном фасаде. Нартекс был серьёзно повреждён турками между 1379 и 1383 годами, но был восстановлен в 1383 году. Следующее разграбление монастыря османами последовало после битвы на Косовом поле в 1389 году.
Во время турецкого владычества Грачаница стала важным культурным центром. Во время правления митрополита Никанона (1528—1555) было написано несколько новых икон для алтаря. Кроме того, здесь находилась типография, выпускавшая в большой количестве богослужебную и духовную литературу. Царские врата были созданы в 1564 году при митрополите Дионисии, чья смерть также запечатлена на фресках в притворе. Благодаря усилиям патриарха Макария Соколовича в монастыре были проведены крупные реставрационные работы и созданы новые фрески в монастырской церкви. При патриархе Паисии церковь была покрыта свинцовой кровлей, а в иконостасе водружён массивный крест.
Во время Великой Турецкой войны монастырь снова был разграблен турками, которые таким образом пытались отомстить сербам за поддержку христианской стороны. Османы сняли крест, напольные плиты, а также захватили сокровища, спрятанные здесь патриархом Арсением III.
После Второй мировой войны сюда вернулись монахини. В настоящее время здесь находятся 24 насельницы, занимающиеся иконописью, сельским хозяйством, шитьём и другими монастырскими послушаниями.
После окончания войны в Косове в 1999 году епископ Рашки и Призрена Артемий (Радосавлевич) перенёс свою кафедру из Призрена в этот монастырь, так что в настоящее время монастырь является не только духовным, но национальным и политическим центром сербского народа в Косове.
В 1977 году сербами в США приобретён участок земли, на котором они построили монастырь, получивший название Новая Грачаница. Храм американского монастыря внешне повторяет древнее здание в монастыря, однако немного больше в размерах.
В 2000 году на горе Црквина в Требине, в Республике Сербской, был основан Монастырь Херцеговачка-Грачаница, главный храм которого также является копией храма Грачаницы.
В 2006 году она была зачислена в список всемирного наследия, находящегося под угрозой, по причине возможных атак албанских боевиков. Находится под защитой KFOR. С 2008 года и по настоящее время монастырь контролируется частично признанной Республикой Косово.

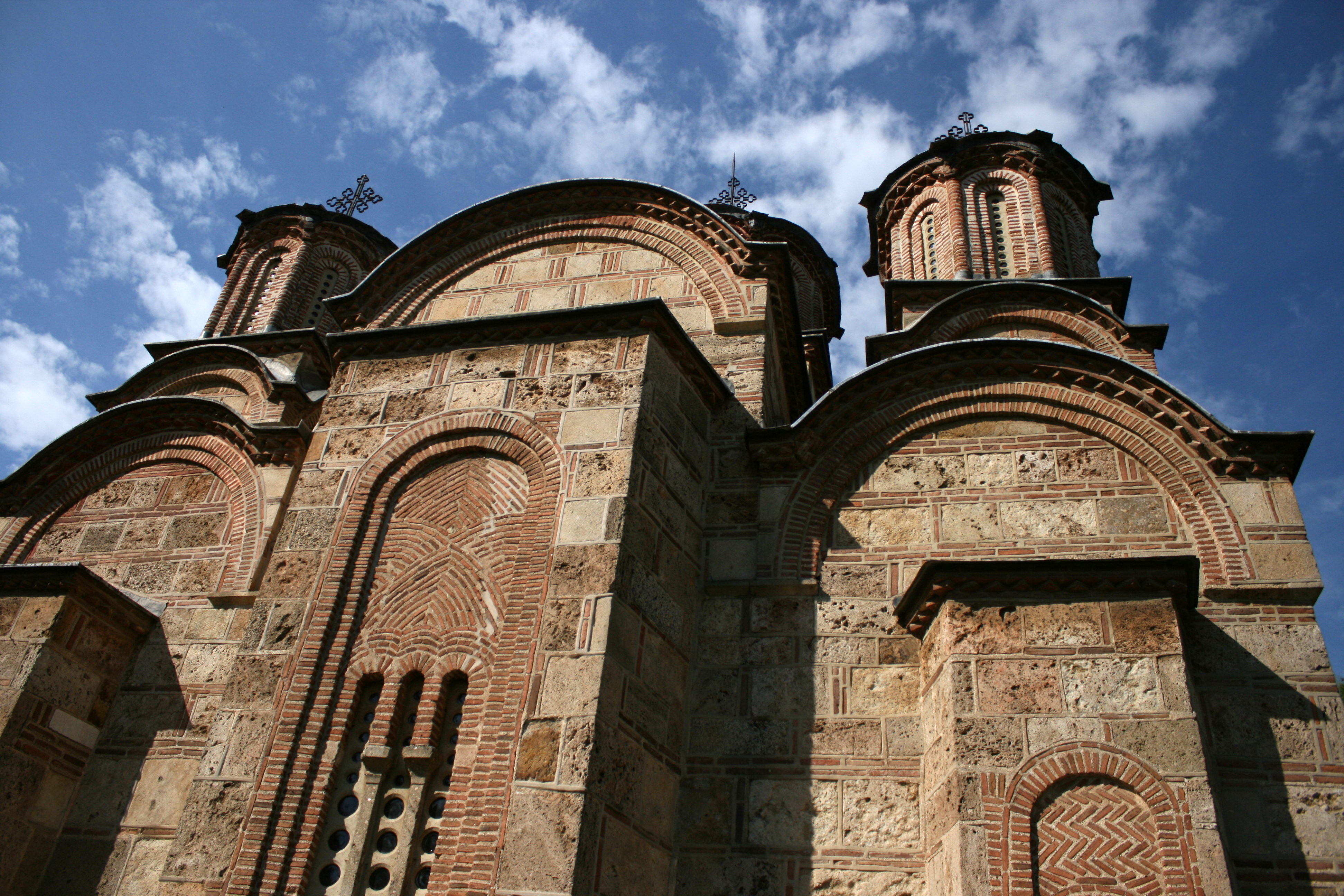
Фасад

## Архитектура
Главным зданием монастыря является крестово-купольный пятиглавый Успенский собор, построенный в 1315—1321 годах. Внешний притвор достроен несколько позже и открыт с трёх сторон как портик.

## Фрески
Монастырь известен своими уникальными фресками. В XIV веке были созданы следующие росписи: в апсиде — литургические сцены, в наосе — Великие праздники, Страсти Христовы и чудеса Христовы, Притчи, в нартексе — портреты ктиторов, родословная Неманичей, Страшный суд, Месяцеслов. Фрески внешнего притвора написаны в 1570 году. В ризнице церкви хранятся сербские иконы и рукописи XIV—XVI веков.
Именно эти фрески были использованы при оформлении книги «Песни южных славян», входящей в Библиотеку всемирной литературы (XI том 1-й серии).

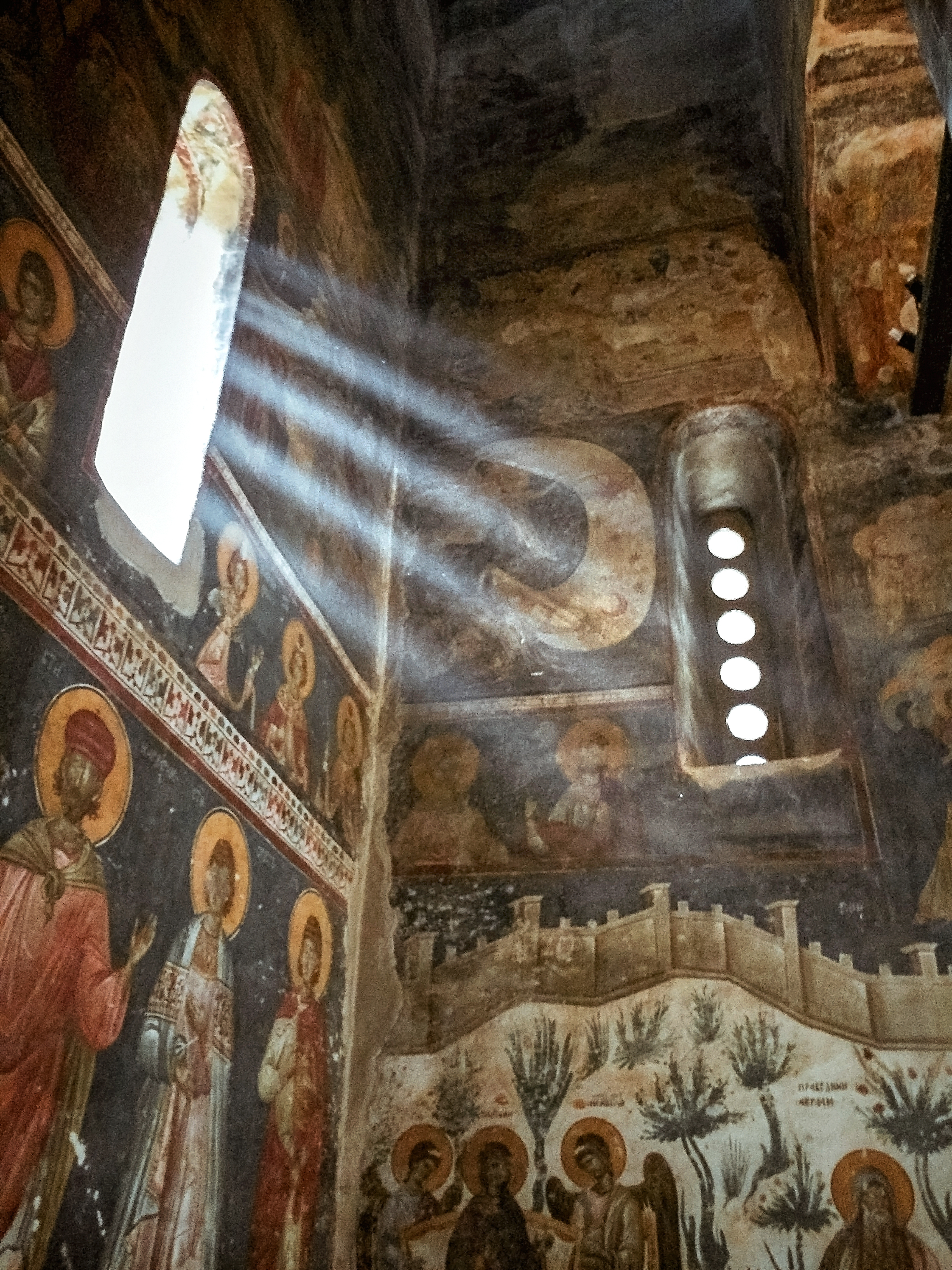
Интерьер
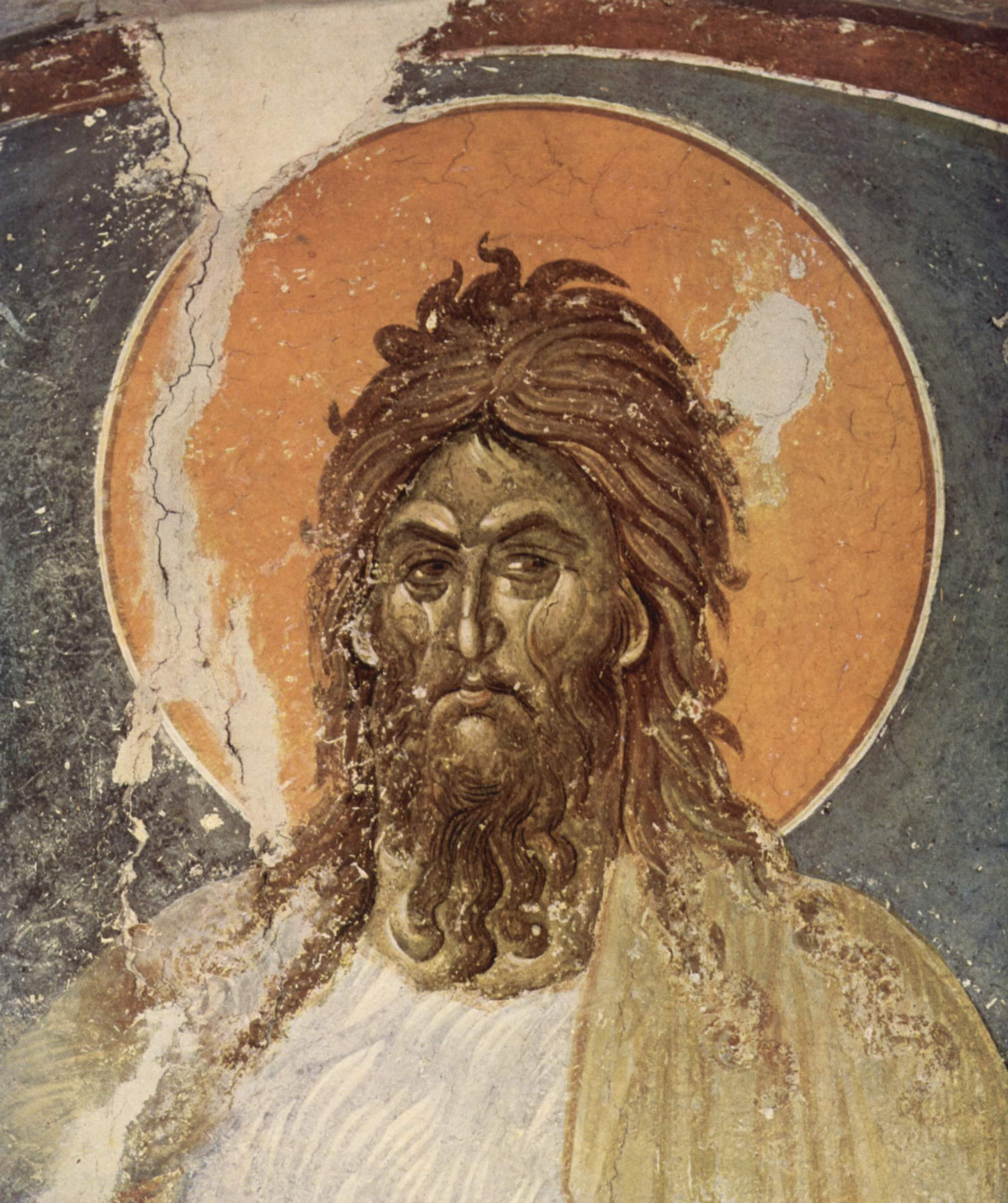
Иоанн Креститель, фреска (около 1235 года)
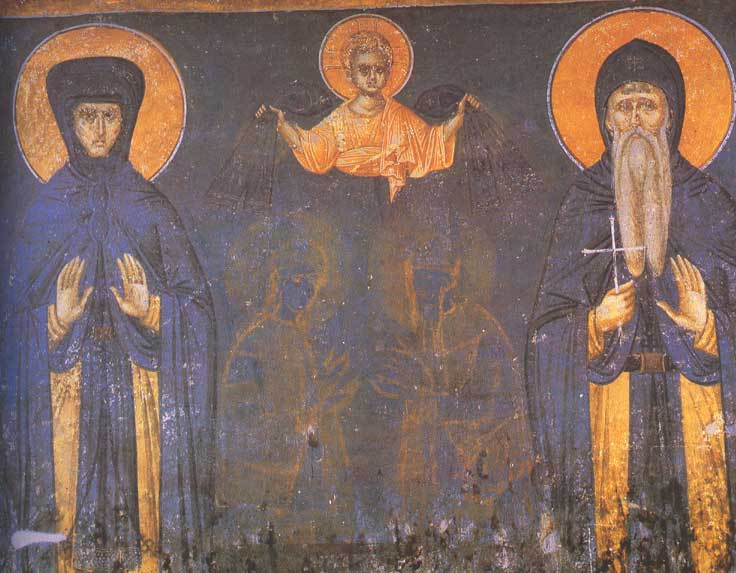
Елена Анжуйская в облике монахини и король Милутин в образе монаха
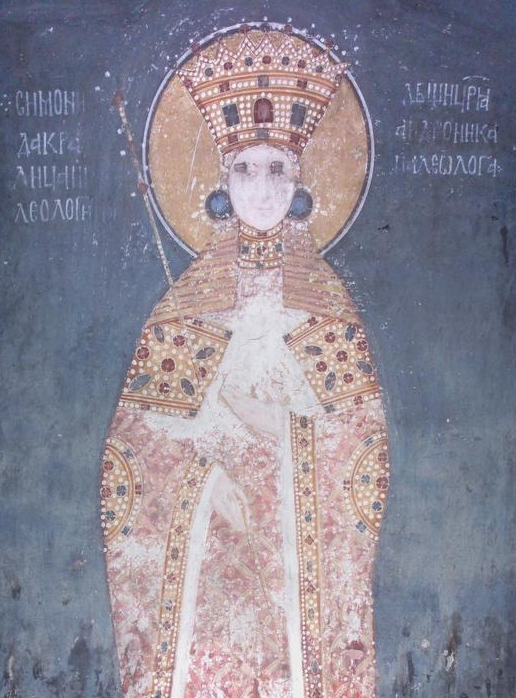
Симонида Палеолог, супруга сербского короля Милутина
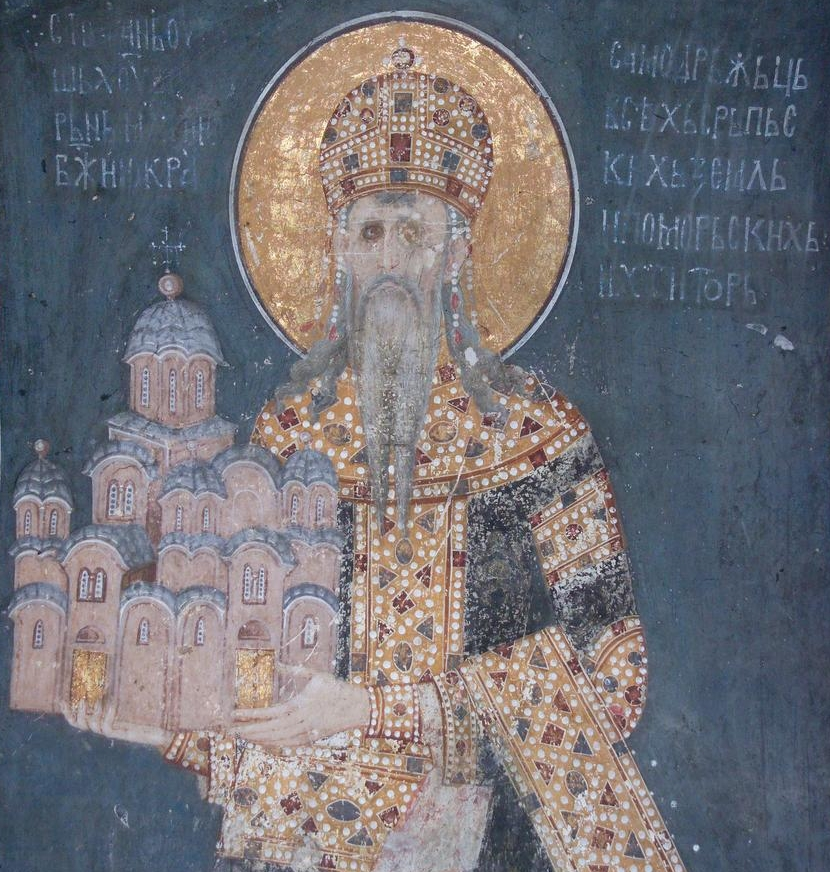
ктитор Милутин с моделью церкви, около 1321 года
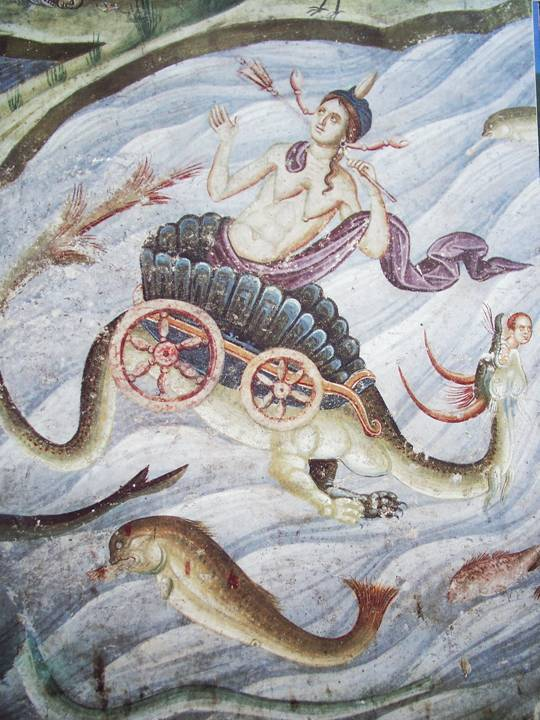
Страшный суд, около 1321 года